# Ossietzky-Affäre

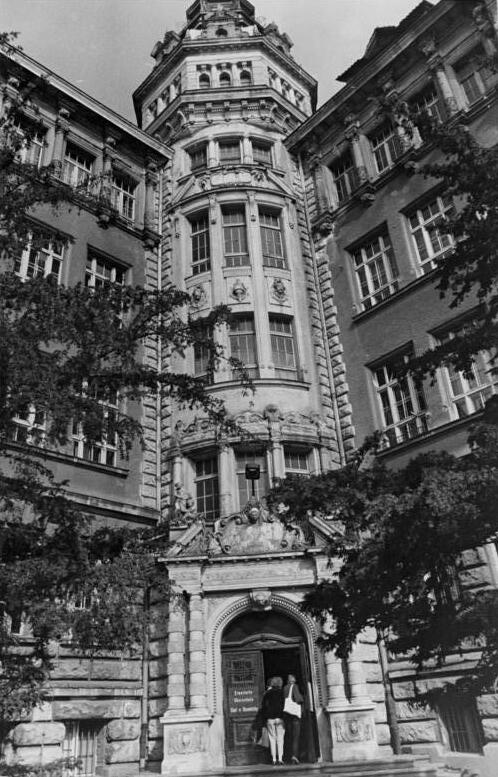
Haupteingang der EOS Carl von Ossietzky (1987)

Die Ossietzky-Affäre bezeichnet die Vorgänge um Maßregelung von Schülern der Ostberliner Carl-von-Ossietzky-Oberschule im Herbst 1988: Am 30. September 1988 wurden Schüler von der Schule geworfen, weil sie sich offen für Frieden und die Solidarność-Opposition in Polen und gegen Militärparaden und Rechtsextremismus in der DDR ausgesprochen hatten. Das Vorgehen der offiziellen Stellen gegen die Schüler löste in Ost und West Proteste aus.

## Vorgeschichte
Auf Wunsch der FDJ-Grundorganisation erteilte Direktor Rainer Forner der EOS Carl von Ossietzky zu Beginn des Schuljahres 1988/89 die Genehmigung, eine „Speaker’s Corner“ einzurichten. Hier sollten die Schüler offen und unzensiert Stellung zu den sie bewegenden Themen nehmen.

## Kritik der Schüler
Einige Schüler der Schule waren der Staatssicherheit bereits zuvor aufgefallen. Zu der „Gedenkkundgebung zur Ehrung der Opfer des Faschismus“ am 11. September 1988 waren unter anderem Alexander Krohn, Benjamin Lindner, Shenja-Paul Wiens und Philipp Lengsfeld, Sohn der kurz zuvor ausgebürgerten Oppositionellen Vera Wollenberger, mit selbstangefertigten Transparenten gegen faschistische Tendenzen und Neonazis in der DDR erschienen. Sie wurden von „Personenschützern“ des MfS kurzzeitig zur Identitätsfeststellung festgenommen. Nur einen Tag darauf hefteten Benjamin Lindner und Shenja-Paul Wiens, Enkel des Schriftstellers Paul Wiens, den kritischen Artikel „So sehen wir das. Anmerkungen zur derzeitigen Situation in der VR Polen“ an die Wandzeitung der Schule. Dieser endete mit der Aufforderung zu Reformen und einer Machtbeteiligung der Solidarność und anderen oppositionellen Gruppen. Der Artikel wurde noch am selben Tag von ihrem Mitschüler Carsten Krenz, Sohn des damaligen Stellvertreters des Vorsitzenden des Staatsrats und späteren SED-Generalsekretärs Egon Krenz, entfernt und am Tag darauf mit einem kritischen Kommentar wieder angebracht. Somit hatte die Staats- und Parteiführung von Anfang an Einblick in die Vorgänge.
Am 14. September wurde von Kai Feller ein weiterer Artikel am „Speaker’s Corner“ angebracht, der die Notwendigkeit von Militärparaden anlässlich des Jahrestages der DDR bezweifelte und zu einem Verzicht auf selbige aufforderte. Dieser war mit einer Unterschriftenliste versehen, auf der sich 38 der rund 160 Schüler eintrugen, bis die Aktion durch den Stadtbezirksschulrat gestoppt wurde. Zugleich setzten scharfe Attacken gegen Schule und Schüler ein. Die Schüler Lengsfeld und Lindner beantworteten diese mit dem Lobgedicht Du Meine auf die Kalaschnikow aus der Zeitung Die Volksarmee, das mit einem ironischen Kommentar versehen wurde.

## Reaktion der Schulleitung und anderer offizieller Stellen
Die Vorgänge alarmierten die MfS-Kreisdienststelle Pankow, die umgehend die inoffizielle Mitarbeiterin (IM) „Ilona“ für Spitzeldienste gegen Schüler und einzelne Lehrer in Stellung brachte.
Ab dem 22. September begannen an der Schule Diffamierungen, Verhöre und tribunalähnliche Versammlungen. Auf Druck der Schule wurden von den 38 Unterschriften 30 zurückgezogen. Lediglich Kai Feller, Katja Ihle, Philipp Lengsfeld, Benjamin Lindner, Georgia von Chamier, Shenja-Paul Wiens und zwei weitere Schüler blieben bei ihrer Aussage.  Auf Druck der FDJ-Grundorganisationsleitung wurden in den Klassen Abstimmungen zum Ausschluss der Schüler aus ihren FDJ-Gruppen abgehalten. Die Vorwürfe lauteten „antisozialistisches Verhalten“, „verräterische Gruppenbildung“ und „Gründung einer pazifistischen Plattform“.
Am 30. September inszenierte die Schulleitung die Relegierung der beteiligten Schüler. Diese mussten in der Aula vortreten und wurden ohne Möglichkeit auf eine eigene Stellungnahme vor der versammelten Schule der Aula verwiesen. Hierbei solidarisierten sich Teile der Schülerschaft mit den vom Ausschluss bedrohten Schülern. Der Protest einzelner Schüler, die zwar den FDJ-Ausschluss befürwortet hatten, einen Ausschluss von der Schule aber ablehnten, änderte jedoch nichts. Feller, Ihle, Lengsfeld und Lindner wurden von der Schule relegiert, von Chamier und Wiens auf andere Schulen strafversetzt. Die anderen beiden erhielten einen schriftlichen Verweis.

## Solidarität mit den Schülern
Die Vorgänge lösten in der Gesellschaft Bestürzungen aus, da viele sich an die politische Repression und das kompromisslose Vorgehen gegen Oppositionelle an DDR-Schulen in den fünfziger Jahren erinnert sahen. Eine ungeahnte Welle der Solidarität mit den acht Schülern entstand. So wurde das Schulgebäude Anfang November mit der Parole „Weiterfragen!“ versehen.
Schon am 16. Oktober berichteten die Umweltblätter der Berliner Umwelt-Bibliothek über die Vorgänge. Unter dem Titel „Was geschieht an unseren Schulen?“ verbreitete Wolfgang Rüddenklau die Einladung zu einer Strategiekonferenz in der Berliner Zionskirche. Unter dem Titel „Das Risiko eine eigene Meinung zu haben“ berichteten die Umweltblätter im Dezember noch ausführlicher über den Fall. Zudem stellten sie 3000 Flugblätter her, die über die Vorkommnisse aufklären sollten.
Auch zahlreiche Kirchen beteiligten sich mit Informations- und Solidaritätsgottesdiensten an den Protesten. Die Durchführung von kirchlichen Aktionswochen wurde durch den Generalsuperintendenten Günter Krusche behindert, der in Abstimmung mit dem Berliner  Konsistorialpräsidenten Manfred Stolpe den Kirchen nahelegte, „derartige Veranstaltungen in den Kirchen und Gemeindehäusern nicht zuzulassen“.
Unterstützung erfuhren die Schüler auch aus der Bundesrepublik. Lehrer West-Berliner Schulen richteten einen öffentlichen Appell an die Regierung der DDR, um somit gegen die Repressalien zu protestieren. Auch die Internationale Vereinigung der Ärzte gegen Atomkrieg (IPPNW) verurteilte die staatlichen Maßnahmen in einem öffentlichen Brief in ihrer Zeitschrift.

## Ergebnis
Die Proteste blieben wirkungslos, die Urteile bestanden zunächst weiter. Zudem stand die Schule fortan unter besonderer Kontrolle des Ministeriums für Staatssicherheit. Erst im November 1989 – nach der Wende und friedlichen Revolution in der DDR – tilgte das Volksbildungsministerium die Schulstrafen, sodass die vier der Schule verwiesenen Schüler ihr Abitur nachholen konnten. Trotz alledem waren die Vorgänge die Bestätigung dafür, dass auch unter dem von Margot Honecker geführten, autoritären Bildungssystem Jugendliche heranwuchsen, die trotz aller Repression von ihrem per Verfassung verbrieften Recht auf Meinungsäußerung Gebrauch machen wollten. Der DDR-Bürgerrechtler Jens Reich sah die acht Schüler somit als „Pioniere der revolutionären Bewegung“.